# Portugália az Eurovíziós Dalfesztiválokon
Portugália eddig ötvenhat alkalommal vett részt az Eurovíziós Dalfesztiválon.
A portugál műsorsugárzó a Rádio e Televisão de Portugal, amely 1950 óta tagja az Európai Műsorsugárzók Uniójának, és 1964-ben csatlakozott a versenyhez.
Portugália eddig egy alkalommal, 2017-ben aratott győzelmet. Győzelmükig Portugália volt a legrégebb óta részt vevő ország, amely még nem tudott az első helyen végezni, ezzel megdöntötték Finnország rekordját, akik debütálásuk után negyvenöt évvel tudták megnyerni a versenyt.

## Története

### Évről évre
Portugália 1964-ben vett részt először, de első szereplésükön pont nélkül maradtak. 1994-ben Litvánia lett a második nulla ponttal debütáló ország. A sikertelen debütálást követően sem tudtak sokkal jobb eredményeket elérni. Bár első szereplésüket követően csak kétszer végeztek az utolsó helyen – ez a rekordot tartó Norvégia tíz utolsó helyéhez képest mindenképpen kevés –, az első tízben is mindössze kilencszer zártak. Olykor tíz év is eltelt két jó szereplésük között.
Az 1970-es Eurovíziós Dalfesztivált a skandináv országokkal, illetve Ausztriával közösen bojkottálták, az előző évi négyes holtverseny miatt, de a következő évben már visszatértek. Sokáig ez volt az egyetlen alkalom, hogy önként léptek vissza. A hetvenes években mindössze négyszer végeztek a legjobb 10 között (1971-ben kilencedikek, 1972-ben hetedikek, 1973-ban tizedikek és 1979-ben ismét kilencedikek), míg a 80-as években csupán egyszer, 1980-ban, akkor hetedikként. A kilencvenes évek elején viszonylag sikeresek voltak, néhány éven belül négyszer is bejutottak az első tízbe, debütálásuk óta pedig 1996-ban érték el addigi legjobb eredményüket, amikor a hatodik helyen zártak. A következő évben viszont ismét utolsók lettek 0 pontot szerezve.
Az 1993 és 2003 között érvényben lévő kieséses rendszer értelmében 2000-ben és 2002-ben nem vehettek részt az előző év rossz eredménye miatt. A 2004-ben bevezetett elődöntők során sorozatban négyszer nem sikerült továbbjutniuk a döntőbe. 2007-ben mindössze három ponton múlt a kiesésük. A következő három évben már sikerült a döntőbe kerülniük, de ott nem tudták megismételni a jó szereplést. 2008-ban az elődöntőből másodikként jutottak tovább, viszont a döntőben nem sikerült megismételni az elődöntős eredményt, tizenharmadik helyen végeztek. Ezután 2009-ben tizenötödikek lettek.

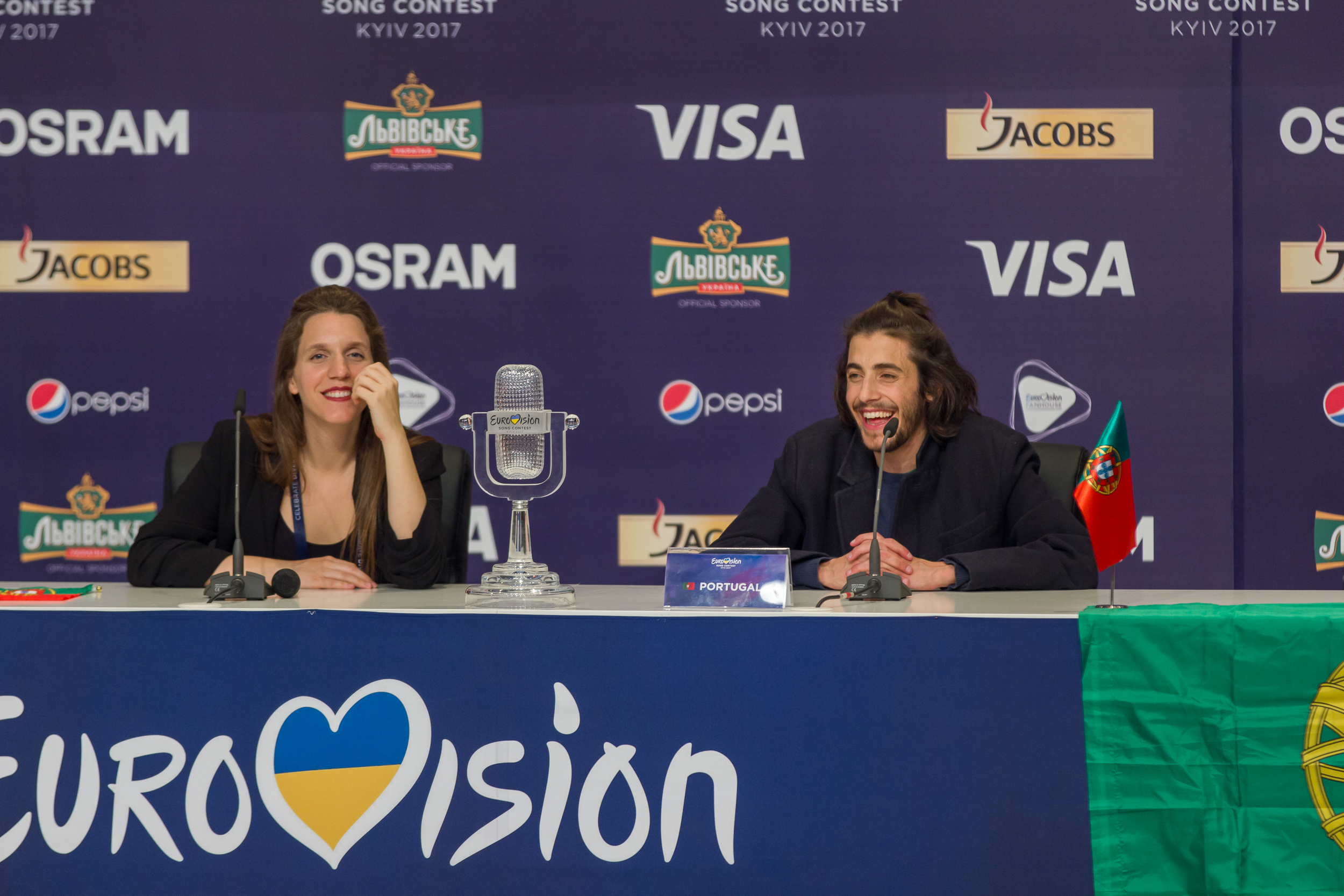
Salvador Sobral és testvére, Luísa, a 2017-es dalfesztivál győztese a döntő utáni sajtótájékoztatón.

2010-ben tizennyolcadikak lettek, 2011-ben és 2012-ben is kiestek az elődöntőben, a következő évben pedig pénzügyi okok miatt visszaléptek. 2014-es visszatérésükkor az elődöntőben mindössze egyetlen ponttal maradtak le a tizedik helyen továbbjutó ország mögött. 2015-ben ismét nem jutottak tovább, és úgy döntöttek, hogy 2016-ban ismét távol maradnak a versenytől. 2017-ben tértek vissza, és ötvenedik részvételük alkalmával minden idők legnagyobb győzelmét aratva megnyerték az Eurovíziós Dalfesztivált. Salvador Sobral dala, az Amar pelos dois 758 pontot szerzett, ami az eddigi legtöbb pontot összegyűjtött dalnak számít az eurovíziós történelemben. Érdekesség, hogy Portugáliának kellett a legtöbb évet várnia első győzelmére. 2018-ban Lisszabon adott otthont a dalversenynek. Abban az évben automatikusan a döntőben szerepeltek, ahol végül utolsó helyen zártak. 2019-ben nem sikerült továbbjutniuk.
2020-ban Elisa képviselte volna az országot, azonban március 18-án az Európai Műsorsugárzók Uniója bejelentette, hogy 2020-ban nem tudják megrendezni a versenyt a COVID–19-koronavírus-világjárvány miatt. A portugál műsorsugárzó által nem kapott újabb lehetőséget az ország képviseletére a következő évben a portugál válogatóversenyben sem szerepelt. 2021-ben és 2022-ben ismét sikeresen továbbjutottak a döntőbe. Előbbinél tizenkettedikek, későbbinél kilencedikek lettek, majd 2023-ban huszonharmadikak. 2024-ben Iolanda által ismét a legjobb tíz között végeztek - szám szerint tizedikként.A következő évben huszonegyedikek lettek.

### Nyelvhasználat
Portugália eddigi ötvenhat dalából ötven portugál nyelvű, egy angol nyelvű, öt kevert nyelvű: négy portugál és angol volt, 2007-ben pedig egy négy nyelvet megszólaltató többnyelvű dallal neveztek.
A dalverseny első éveiben nem vonatkozott semmilyen szabályozás a nyelvhasználatra. 1966-tól az EBU bevezette azt a szabályt, hogy mindegyik dalt az adott ország egyik hivatalos nyelvén kell előadni, vagyis Portugália indulóinak portugál nyelven. Ezt a szabályt 1973 és 1976 között rövid időre eltörölték, majd 1999-ben véglegesen, de ők a szabad nyelvhasználat éveiben is főleg portugál nyelvű dalokkal neveztek.
2003-ban fordult először, hogy a portugál induló nem teljes egészében portugálul énekelt, amikor Rita Guerra a dal közepén átváltott angol nyelvre. 2005-ben és 2006-ban is egy angol és portugál kevert nyelvű dallal neveztek, 2007-ben pedig a főleg portugál nyelvű dal francia, spanyol és angol nyelvű részeket is tartalmazott. Portugál induló először 2021-ben nem énekelt a saját nyelvén.

### Nemzeti döntő
Portugália nemzeti döntője a Festival da Canção nevet viseli, és az ország debütálása óta 2005 kivételével minden alkalommal ennek segítségével választották ki indulójukat. 1970-ben és 2000-ben annak ellenére megrendezték, hogy a nemzetközi versenyen nem vettek részt, 2002-ben viszont nem.
A portugál nemzeti döntőt több előadó részvételével rendezték, és tizennyolc, később huszonkettő regionális zsűri szavazatai alakították ki a végeredményt. Ettől a lebonyolítási rendszertől csak alkalmanként tértek el, például 1976-ban, amikor egy előadó énekelte mindegyik dalt.
1995-ben a nézők is részt vettek a döntésben telefonos szavazás segítségével, de ez csak 2003-tól vált jellemzővé. 2005-ben első alkalommal nemzeti döntő nélkül választotta ki a portugál tévé az indulót, de a következő években ismét megrendezték a fesztivált.

## Résztvevők
| Év   | Előadó             | Dal                               | Magyar fordítás                      | Döntő                   | Pontszám                | Elődöntő             | Pontszám             |
| ---- | ------------------ | --------------------------------- | ------------------------------------ | ----------------------- | ----------------------- | -------------------- | -------------------- |
| 1964 | Antonio Calvário   | Oração                            | Imádság                              | 13.                     | 0                       | Nem volt elődöntő    | Nem volt elődöntő    |
| 1965 | Simone de Oliveira | Sol de inverno                    | Téli napfény                         | 13.                     | 1                       | Nem volt elődöntő    | Nem volt elődöntő    |
| 1966 | Madalena Iglesias  | Ele e ela                         | Ő és ő                               | 13.                     | 6                       | Nem volt elődöntő    | Nem volt elődöntő    |
| 1967 | Eduardo Nascimento | O vento mudou                     | Megváltozott a szél                  | 12.                     | 3                       | Nem volt elődöntő    | Nem volt elődöntő    |
| 1968 | Carlos Mendes      | Verão                             | Nyár                                 | 11.                     | 5                       | Nem volt elődöntő    | Nem volt elődöntő    |
| 1969 | Simone de Oliveira | Desfolhada portuguesa             | Portugál kukoricafosztás             | 15.                     | 4                       | Nem volt elődöntő    | Nem volt elődöntő    |
|      |                    |                                   |                                      |                         |                         | Nem volt elődöntő    | Nem volt elődöntő    |
| 1971 | Tonicha            | Menina do alto da serra           | Magashegyi lány                      | 9.                      | 83                      | Nem volt elődöntő    | Nem volt elődöntő    |
| 1972 | Carlos Mendes      | A festa da vida                   | Az élet ünnepe                       | 7.                      | 90                      | Nem volt elődöntő    | Nem volt elődöntő    |
| 1973 | Fernando Tordo     | Tourada                           | Bikaviadal                           | 10.                     | 80                      | Nem volt elődöntő    | Nem volt elődöntő    |
| 1974 | Paulo de Carvalho  | E depois do adeus                 | És a búcsú után                      | 14.                     | 3                       | Nem volt elődöntő    | Nem volt elődöntő    |
| 1975 | Duarte Mendes      | Madrugada                         | Hajnal                               | 16.                     | 16                      | Nem volt elődöntő    | Nem volt elődöntő    |
| 1976 | Carlos do Carmo    | Uma flor de verde pinho           | Egy zöldfenyő virága                 | 12                      | 24                      | Nem volt elődöntő    | Nem volt elődöntő    |
| 1977 | Os Amigos          | Portugal no coração               | Portugália a szívemben               | 14.                     | 18                      | Nem volt elődöntő    | Nem volt elődöntő    |
| 1978 | Gemini             | Dai li dou                        | —                                    | 17.                     | 5                       | Nem volt elődöntő    | Nem volt elődöntő    |
| 1979 | Manuela Bravo      | Sobe, sobe, balão sobe            | Szállj, szállj, léggömb, szállj      | 9.                      | 64                      | Nem volt elődöntő    | Nem volt elődöntő    |
| 1980 | José Cid           | Um grande, grande amor            | Egy nagy, nagy szerelem              | 7.                      | 71                      | Nem volt elődöntő    | Nem volt elődöntő    |
| 1981 | Carlos Paião       | Playback                          | —                                    | 18.                     | 9                       | Nem volt elődöntő    | Nem volt elődöntő    |
| 1982 | Doce               | Bem bom                           | Oly jó                               | 13.                     | 32                      | Nem volt elődöntő    | Nem volt elődöntő    |
| 1983 | Armando Gama       | Esta balada que te dou            | E ballada, amit neked adok           | 13.                     | 33                      | Nem volt elődöntő    | Nem volt elődöntő    |
| 1984 | Maria Guinot       | Silêncio e tanta gente            | Csend, és oly sok ember              | 11.                     | 38                      | Nem volt elődöntő    | Nem volt elődöntő    |
| 1985 | Adelaide Ferreira  | Penso em ti, eu sei               | Rád gondolok, tudom                  | 18.                     | 9                       | Nem volt elődöntő    | Nem volt elődöntő    |
| 1986 | Dora               | Não sejas mau para mim            | Ne legyél rossz hozzám               | 14.                     | 28                      | Nem volt elődöntő    | Nem volt elődöntő    |
| 1987 | Nevada             | Neste barco à vela                | Ezen a vitorláshajón                 | 18.                     | 15                      | Nem volt elődöntő    | Nem volt elődöntő    |
| 1988 | Dora               | Voltarei                          | Visszatérek                          | 18.                     | 5                       | Nem volt elődöntő    | Nem volt elődöntő    |
| 1989 | Da Vinci           | Conquistador                      | Hódító                               | 16.                     | 39                      | Nem volt elődöntő    | Nem volt elődöntő    |
| 1990 | Nucha              | Há sempre alguém                  | Mindig van valaki                    | 20.                     | 9                       | Nem volt elődöntő    | Nem volt elődöntő    |
| 1991 | Dulce Pontes       | Lusitana paixão                   | Luzitán szenvedély                   | 8.                      | 62                      | Nem volt elődöntő    | Nem volt elődöntő    |
| 1992 | Dina               | Amor d'água fresca                | Friss víz szerelem                   | 17.                     | 26                      | Nem volt elődöntő    | Nem volt elődöntő    |
| 1993 | Anabela            | A cidade (até ser dia)            | A város (hajnalig)                   | 10.                     | 60                      | Nem volt elődöntő    | Nem volt elődöntő    |
| 1994 | Sara Tavares       | Chamar a música                   | Hívd a zenét                         | 8.                      | 73                      | Nem volt elődöntő    | Nem volt elődöntő    |
| 1995 | Tó Cruz            | Baunilha e chocolate              | Vanília és csokoládé                 | 21.                     | 5                       | Nem volt elődöntő    | Nem volt elődöntő    |
| 1996 | Lúcia Moniz        | O meu coração não tem cor         | A szívemnek nincsen színe            | 6.                      | 92                      | Nem volt elődöntő    | Nem volt elődöntő    |
| 1997 | Célia Lawson       | Antes do adeus                    | A búcsú előtt                        | 24.                     | 0                       | Nem volt elődöntő    | Nem volt elődöntő    |
| 1998 | Alma Lusa          | Se eu te pudesse abraçar          | Ha megölelhetnélek                   | 12.                     | 36                      | Nem volt elődöntő    | Nem volt elődöntő    |
| 1999 | Rui Bandeira       | Como tudo começou                 | Hogyan kezdődött minden              | 21.                     | 12                      | Nem volt elődöntő    | Nem volt elődöntő    |
|      |                    |                                   |                                      |                         |                         | Nem volt elődöntő    | Nem volt elődöntő    |
| 2001 | MTM                | Só sei ser feliz assim            | Csak így lehetek boldog              | 17.                     | 18                      | Nem volt elődöntő    | Nem volt elődöntő    |
|      |                    |                                   |                                      |                         |                         | Nem volt elődöntő    | Nem volt elődöntő    |
| 2003 | Rita Guerra        | Deixa-me sonhar (só mais uma vez) | Engedj álmodni (Csak még egyszer)    | 22.                     | 13                      | Nem volt elődöntő    | Nem volt elődöntő    |
| 2004 | Sofia Vitória      | Foi magia                         | Varázslat volt                       | Nem jutott be a döntőbe | Nem jutott be a döntőbe | 15.                  | 38                   |
| 2005 | 2B                 | Amar                              | Szeretni                             | Nem jutott be a döntőbe | Nem jutott be a döntőbe | 17.                  | 51                   |
| 2006 | Nonstop            | Coisas de nada                    | Értelmetlen dolgok                   | Nem jutott be a döntőbe | Nem jutott be a döntőbe | 19.                  | 26                   |
| 2007 | Sabrina            | Dança comigo                      | Táncolj velem                        | Nem jutott be a döntőbe | Nem jutott be a döntőbe | 11.                  | 88                   |
| 2008 | Vânia Fernandes    | Senhora do mar (Negras águas)     | A tenger asszonya (Sötét vizek)      | 13.                     | 69                      | 2.                   | 120                  |
| 2009 | Flor-de-lis        | Todas as ruas do amor             | A szerelem minden utcája             | 15.                     | 57                      | 8.                   | 70                   |
| 2010 | Filipa Azevedo     | Há dias assim                     | Vannak olyan napok                   | 18.                     | 43                      | 4.                   | 89                   |
| 2011 | Homens da Luta     | A luta é alegria                  | Öröm a küzdelem                      | Nem jutott be a döntőbe | Nem jutott be a döntőbe | 18.                  | 22                   |
| 2012 | Filipa Sousa       | Vida Minha                        | Az életem                            | Nem jutott be a döntőbe | Nem jutott be a döntőbe | 13.                  | 39                   |
|      |                    |                                   |                                      |                         |                         |                      |                      |
| 2014 | Suzy               | Quero ser tua                     | A tiéd akarok lenni                  | Nem jutott be a döntőbe | Nem jutott be a döntőbe | 11.                  | 39                   |
| 2015 | Leonor Andrade     | Há um mar que nos separa          | Van egy tenger, ami elválaszt minket | Nem jutott be a döntőbe | Nem jutott be a döntőbe | 14.                  | 19                   |
|      |                    |                                   |                                      |                         |                         |                      |                      |
| 2017 | Salvador Sobral    | Amar pelos dois                   | Szerelem mindkettőnknek              | 1.                      | 758                     | 1.                   | 370                  |
| 2018 | Cláudia Pascoal    | O jardim                          | A kert                               | 26.                     | 39                      | Automatikusan döntős | Automatikusan döntős |
| 2019 | Conan Osíris       | Telemóveis                        | Mobiltelefonok                       | Nem jutott be a döntőbe | Nem jutott be a döntőbe | 15.                  | 51                   |
| 2020 | Elisa              | Medo de sentir                    | Félelem az érzéstől                  | Elmaradt a verseny      | Elmaradt a verseny      | Elmaradt a verseny   | Elmaradt a verseny   |
| 2021 | The Black Mamba    | Love Is on My Side                | A szerelem az én oldalamon áll       | 12.                     | 153                     | 4.                   | 239                  |
| 2022 | Maro               | Saudade, saudade                  | Vágyódás, vágyódás                   | 9.                      | 207                     | 4.                   | 208                  |
| 2023 | Mimicat            | Ai coração                        | Ó, szív                              | 23.                     | 59                      | 9.                   | 74                   |
| 2024 | Iolanda            | Grito                             | Kiáltás                              | 10.                     | 152                     | 8.                   | 58                   |
| 2025 | Napa               | Deslocado                         | Kiszorítva                           | 21.                     | 50                      | 9.                   | 56                   |

## Szavazástörténet

### 1964–2025
| Hely | Ország      | Pont |
| ---- | ----------- | ---- |
| 1.   | Moldova     | 90   |
| 2.   | Ukrajna     | 86   |
| 3.   | Svédország  | 83   |
| 4.   | Izland      | 76   |
| 5.   | Észtország  | 65   |
| 6.   | Görögország | 64   |
| 7.   | Finnország  | 59   |
| 8.   | Belgium     | 56   |
| 9.   | Litvánia    | 52   |
| 10.  | Hollandia   | 48   |

| Hely | Ország             | Pont |
| ---- | ------------------ | ---- |
| 1.   | Svájc              | 122  |
| 2.   | Franciaország      | 120  |
| 3.   | Spanyolország      | 112  |
| 4.   | Izland             | 75   |
| 5.   | Belgium            | 64   |
| 6.   | Lettország         | 61   |
| 7.   | Moldova            | 55   |
| 8.   | Egyesült Királyság | 55   |
| 9.   | Finnország         | 52   |
| 10.  | Lengyelország      | 50   |

Portugália még sosem adott pontot az elődöntőben a következő országoknak: Észak-Macedónia és Monaco.
Portugália még sosem kapott pontot az elődöntőben Oroszországtól.
| Hely | Ország             | Pont |
| ---- | ------------------ | ---- |
| 1.   | Olaszország        | 266  |
| 2.   | Spanyolország      | 257  |
| 3.   | Egyesült Királyság | 197  |
| 4.   | Németország        | 186  |
| 5.   | Franciaország      | 181  |
| 6.   | Svédország         | 173  |
| 7.   | Izrael             | 158  |
| 8.   | Ukrajna            | 152  |
| 9.   | Svájc              | 152  |
| 10.  | Írország           | 148  |

| Hely | Ország             | Pont |
| ---- | ------------------ | ---- |
| 1.   | Franciaország      | 239  |
| 2.   | Spanyolország      | 202  |
| 3.   | Svájc              | 162  |
| 4.   | Hollandia          | 124  |
| 5.   | Luxemburg          | 91   |
| 6.   | Izland             | 87   |
| 7.   | Norvégia           | 84   |
| 8.   | Németország        | 79   |
| 9.   | Egyesült Királyság | 79   |
| 10.  | Svédország         | 78   |

Portugália még sosem adott pontot a döntőben a következő országoknak: Marokkó, Montenegró, San Marino és Szlovákia.
Portugália még sosem kapott pontot a döntőben Marokkótól.

## Rendezések

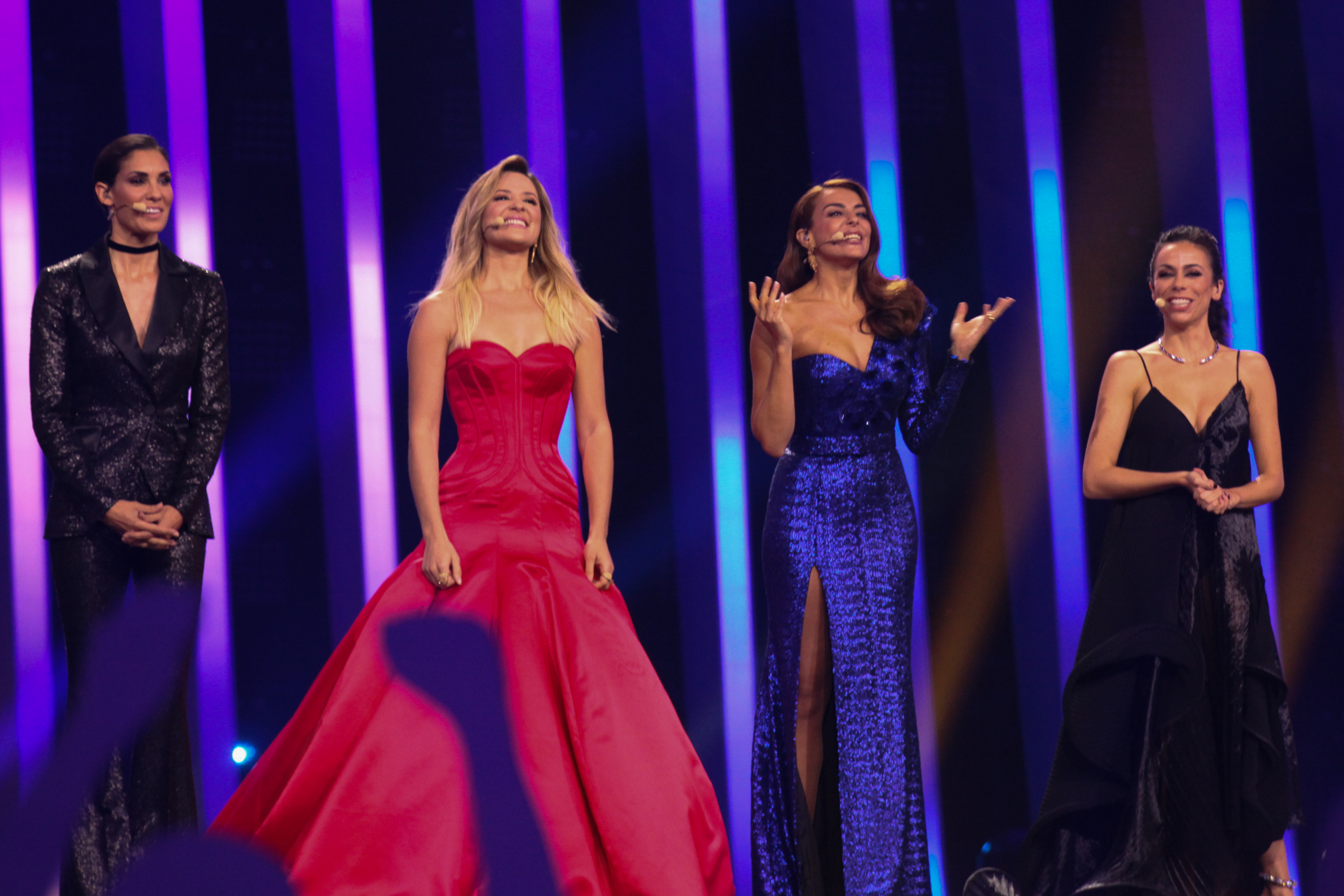
A 2018-as verseny műsorvezetői

Portugália eddig egyszer, 2017-es győzelmüket követő évben rendezte a dalversenyt. Az Altice Arénában tartották az eseményt, amelynek kapacitása körülbelül 20 000 néző befogadására volt alkalmas. A két elődöntőre május 8-án és 10-én, míg a döntőre május 12-én került sor.
A dalfesztivál hivatalos mottója All Aboard! lett, mely magyarul azt jelenti, hogy Beszállás!, vagy Mindenki a fedélzetre!
2018. január 8-án vált hivatalossá, hogy első alkalommal négy női műsorvezetője lesz a versenynek: Catarina Furtado, Daniela Ruah, Filomena Cautela és Sílvia Alberto személyében. Alberto 2011-ben, 2013-ban és 2014-ben kommentátorként, Cautela pedig 2017-ben pontbejelentőként volt jelen a dalfesztiválon, míg Ruah az NCIS: Los Angeles amerikai sorozat egyik főszereplőjeként vált ismertté.
| Év   | Város                 | Helyszín     | Műsorvezető(k)                                                   | Résztvevők |
| ---- | --------------------- | ------------ | ---------------------------------------------------------------- | ---------- |
| 2018 | Portugália, Lisszabon | Altice Arena | Catarina Furtado, Daniela Ruah, Sílvia Alberto, Filomena Cautela | 43         |

## Háttér
| Év   | Rendező    | Kommentátor                                    | Pontbejelentő             |
| ---- | ---------- | ---------------------------------------------- | ------------------------- |
| 1963 | London     | N/A                                            | Nem vettek részt          |
| 1964 | Koppenhága | Gomes Ferreira                                 | Maria Manuela Furtado     |
| 1965 | Nápoly     | Gomes Ferreira                                 | Maria Manuela Furtado     |
| 1966 | Luxembourg | Henrique Mendes                                | Maria Manuela Furtado     |
| 1967 | Bécs       | Henrique Mendes                                | Maria Manuela Furtado     |
| 1968 | London     | Fialho Gouveia                                 | Maria Manuela Furtado     |
| 1969 | Madrid     | Henrique Mendes                                | Maria Manuela Furtado     |
| 1970 | Amszterdam | Henrique Mendes                                | Nem vettek részt          |
| 1971 | Dublin     | Henrique Mendes                                | N/A                       |
| 1972 | Edinburgh  | Henrique Mendes                                | N/A                       |
| 1973 | Luxembourg | Artur Agostinho                                | N/A                       |
| 1974 | Brighton   | Artur Agostinho                                | Henrique Mendes           |
| 1975 | Stockholm  | Júlio Isidro                                   | Ana Zanatti               |
| 1976 | Hága       | Eládio Clímaco                                 | Ana Zanatti               |
| 1977 | London     | José Côrte-Real                                | Ana Zanatti               |
| 1978 | Párizs     | Eládio Clímaco                                 | Ana Zanatti               |
| 1979 | Jeruzsálem | Fialho Gouveia                                 | João Abel da Fonseca      |
| 1980 | Hága       | Eládio Clímaco                                 | Teresa Cruz               |
| 1981 | Dublin     | Eládio Clímaco                                 | Margarida Andrade         |
| 1982 | Harrogate  | Fialho Gouveia                                 | Margarida Andrade         |
| 1983 | München    | Eládio Clímaco                                 | João Abel Fonseca         |
| 1984 | Luxembourg | Fialho Gouveia                                 | Eládio Clímaco            |
| 1985 | Göteborg   | Eládio Clímaco                                 | Maria Margarida Gaspar    |
| 1986 | Bergen     | Fialho Gouveia                                 | Margarida Andrade         |
| 1987 | Brüsszel   | Maria Margarida Gaspar                         | Ana Zanatti               |
| 1988 | Dublin     | Margarida Andrade                              | Maria Margarida Gaspar    |
| 1989 | Lausanne   | Ana Zanatti                                    | Margarida Andrade         |
| 1990 | Zágráb     | Ana do Carmo                                   | João Abel Fonseca         |
| 1991 | Róma       | Ana do Carmo                                   | Maria Margarida Gaspar    |
| 1992 | Malmö      | Eládio Clímaco                                 | Ana Zanatti               |
| 1993 | Millstreet | Isabel Bahia                                   | Margarida Mercês de Mello |
| 1994 | Dublin     | Eládio Clímaco                                 | Isabel Bahia              |
| 1995 | Dublin     | Ana do Carmo                                   | Serenella Andrade         |
| 1996 | Oslo       | Maria Margarida Gaspar                         | Cristina Rocha            |
| 1997 | Dublin     | Carlos Ribeiro                                 | Cristina Rocha            |
| 1998 | Birmingham | Rui Unas                                       | Lúcia Moniz               |
| 1999 | Jeruzsálem | Rui Unas                                       | Manuel Luís Goucha        |
| 2000 | Stockholm  | Eládio Clímaco                                 | Nem vettek részt          |
| 2001 | Koppenhága | Eládio Clímaco                                 | Margarida Mercês de Mello |
| 2002 | Tallinn    | Eládio Clímaco                                 | Nem vettek részt          |
| 2003 | Riga       | Margarida Mercês de Mello                      | Helena Ramos              |
| 2004 | Isztambul  | Eládio Clímaco                                 | Isabel Angelino           |
| 2005 | Kijev      | Eládio Clímaco                                 | Isabel Angelino           |
| 2006 | Athén      | Eládio Clímaco                                 | Cristina Alves            |
| 2007 | Helsinki   | Isabel Angelino és Jorge Gabriel               | Francisco Mendes          |
| 2008 | Belgrád    | Isabel Angelino                                | Teresa Villa-Lobos        |
| 2009 | Moszkva    | Hélder Reis                                    | Helena Coelho             |
| 2010 | Oslo       | Sérgio Mateus                                  | Ana Galvão                |
| 2011 | Düsseldorf | Sílvia Alberto                                 | Joana Teles               |
| 2012 | Baku       | Pedro Granger                                  | Joana Teles               |
| 2013 | Malmö      | Sílvia Alberto                                 | Nem vettek részt          |
| 2014 | Koppenhága | Sílvia Alberto                                 | Joana Teles               |
| 2015 | Bécs       | Hélder Reis és Ramon Galarza                   | Suzy                      |
| 2016 | Stockholm  | Hélder Reis (összes adás) Nuno Galopim (döntő) | Nem vettek részt          |
| 2017 | Kijev      | Nuno Galopim és José Carlos Malato             | Filomena Cautela          |
| 2018 | Lisszabon  | Nuno Galopim és Hélder Reis                    | Pedro Fernandes           |
| 2019 | Tel-Aviv   | Nuno Galopim és José Carlos Malato             | Inês Lopes Gonçalves      |
| 2021 | Rotterdam  | Nuno Galopim és José Carlos Malato             | Elisa                     |
| 2022 | Torino     | Nuno Galopim                                   | Tatanka                   |
| 2023 | Liverpool  | Nuno Galopim és José Carlos Malato             | Maro                      |
| 2024 | Malmö      | Nuno Galopim és José Carlos Malato             | Mimicat                   |
| 2025 | Bázel      | Nuno Galopim és José Carlos Malato             | Iolanda                   |

## Díjak

### Barbara Dex-díj
| Év   | Előadó       | Dal            | Eredmény az Eurovízión | Eredmény az Eurovízión | Helyszín |
| Év   | Előadó       | Dal            | Helyezés               | Pontszám               | Helyszín |
| ---- | ------------ | -------------- | ---------------------- | ---------------------- | -------- |
| 2006 | Nonstop      | Coisas de nada | 19. (elődöntő)         | 26                     | Athén    |
| 2019 | Conan Osíris | Telemóveis     | 15. (elődöntő)         | 51                     | Tel-Aviv |

### Marcel Bezençon-díj
| Kategória       | Év   | Előadó          | Dal                           | Zeneszerző(k) Szöveg / zene   | Eredmény az Eurovízión | Eredmény az Eurovízión | Helyszín |
| Kategória       | Év   | Előadó          | Dal                           | Zeneszerző(k) Szöveg / zene   | Helyezés               | Pontszám               | Helyszín |
| --------------- | ---- | --------------- | ----------------------------- | ----------------------------- | ---------------------- | ---------------------- | -------- |
| Sajtódíj        | 2008 | Vânia Fernandes | Senhora do mar (Negras águas) | Andrej Babić és Carlos Coelho | 13.                    | 69                     | Belgrád  |
| Művészeti díj   | 2017 | Salvador Sobral | Amar Pelos Dois               | Luísa Sobral                  | 1.                     | 758                    | Kijev    |
| Zeneszerzői-díj | 2017 | Salvador Sobral | Amar Pelos Dois               | Luísa Sobral                  | 1.                     | 758                    | Kijev    |

### ESC Radio Awards
| Kategória            | Év   | Előadó          | Dal             | Eredmény az Eurovízión | Eredmény az Eurovízión | Helyszín |
| Kategória            | Év   | Előadó          | Dal             | Helyezés               | Pontszám               | Helyszín |
| -------------------- | ---- | --------------- | --------------- | ---------------------- | ---------------------- | -------- |
| Legjobb dal          | 2017 | Salvador Sobral | Amar Pelos Dois | 1.                     | 758                    | Kijev    |
| Legjobb férfi előadó | 2017 | Salvador Sobral | Amar Pelos Dois | 1.                     | 758                    | Kijev    |

## Galéria

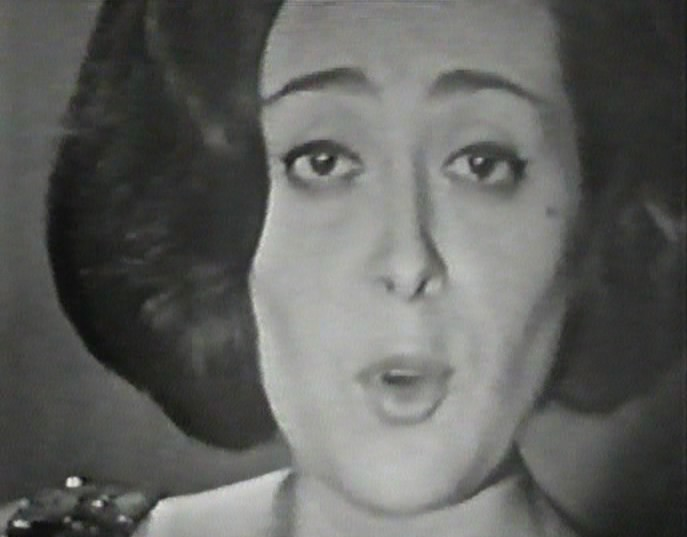
Simone de Oliveira Nápolyban (1965)
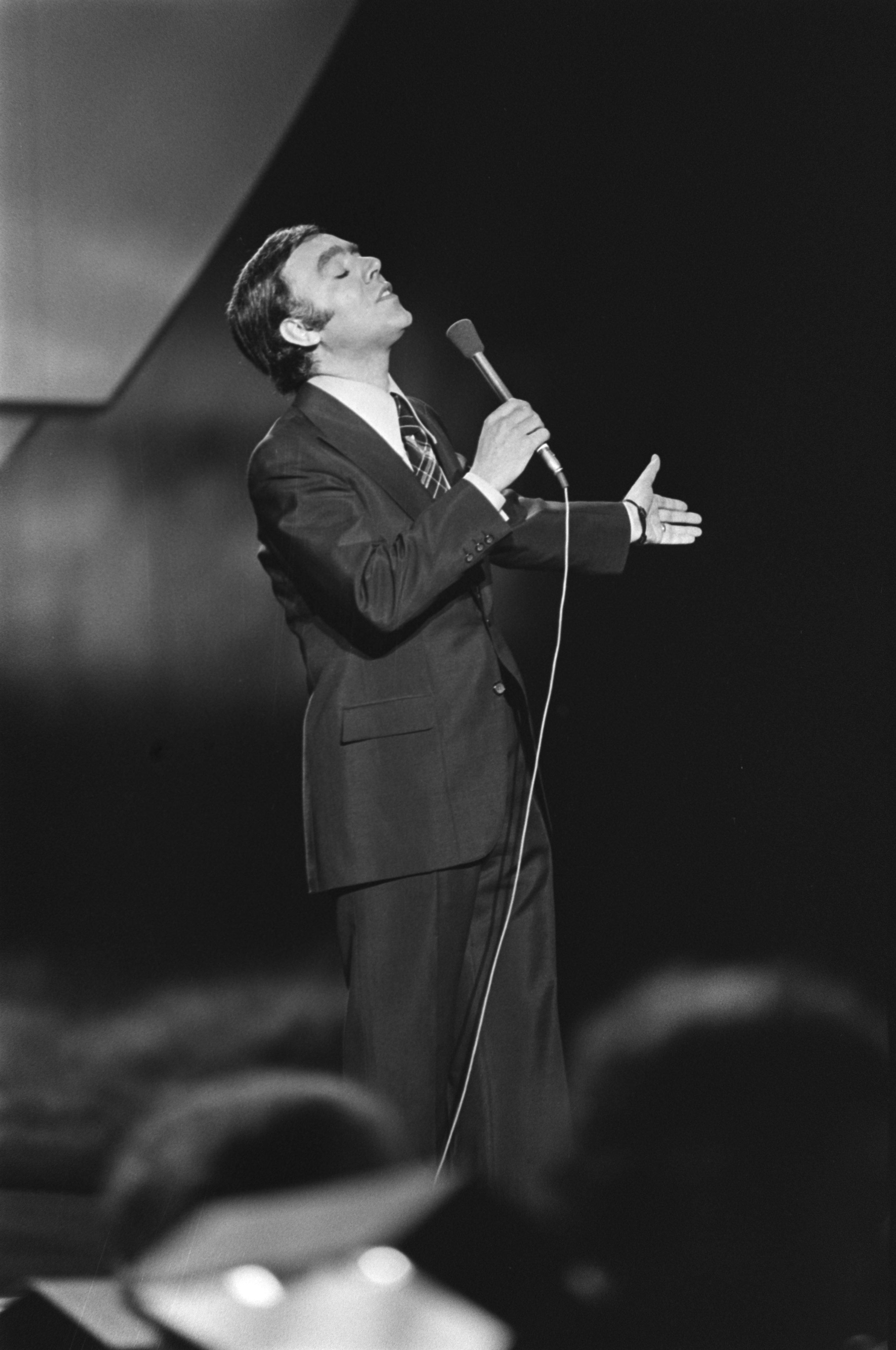
Carlos do Carmo Hágában (1976)
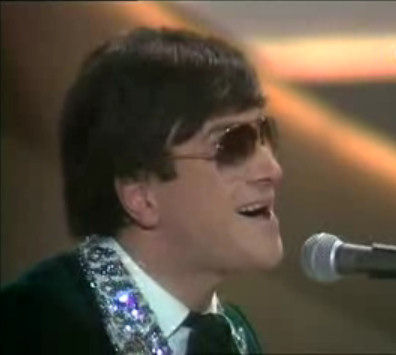
José Cid Hagában (1980)
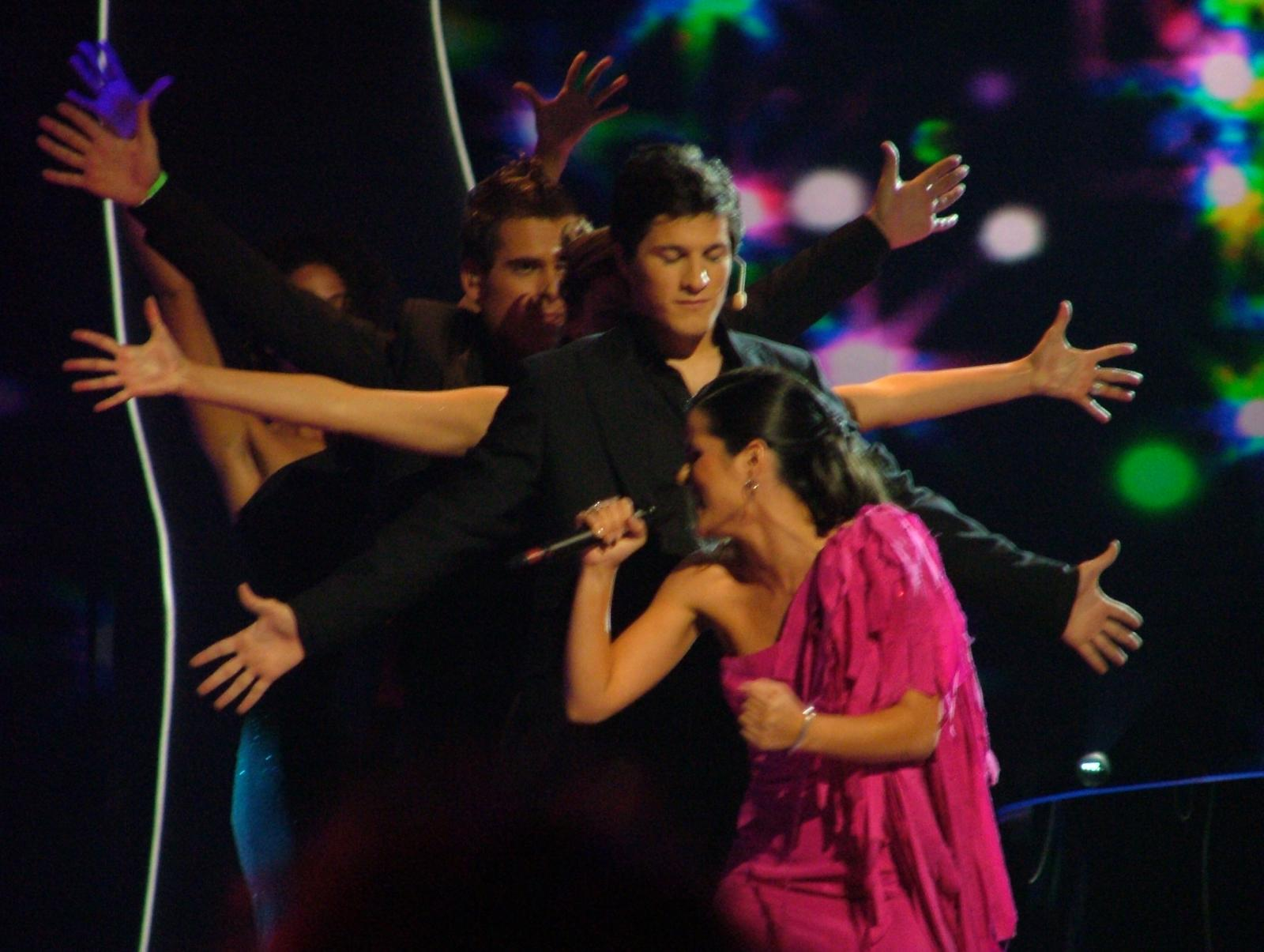
Sofia Vitória Isztambulban (2004)
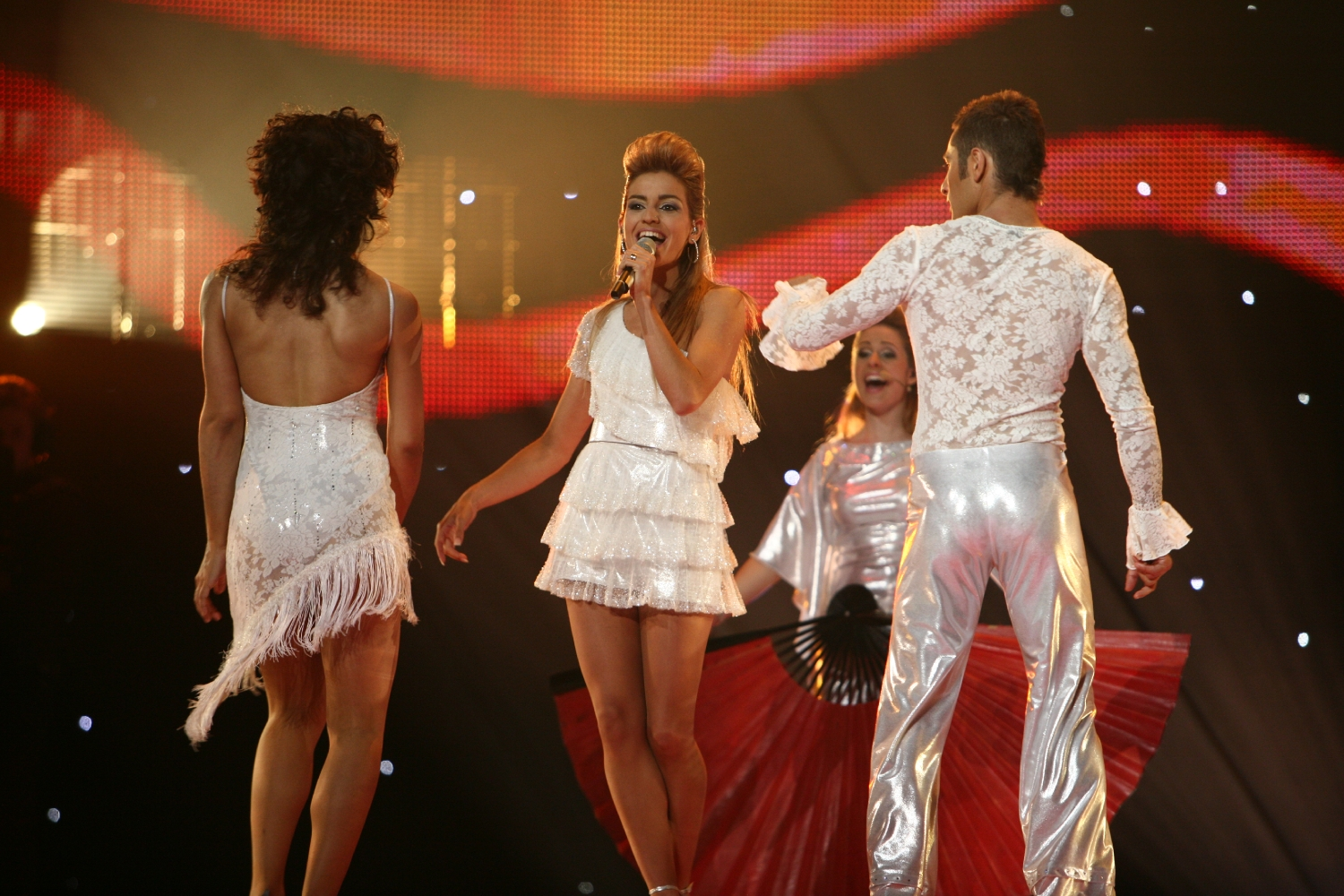
Sabrina Helsinkiben (2007)
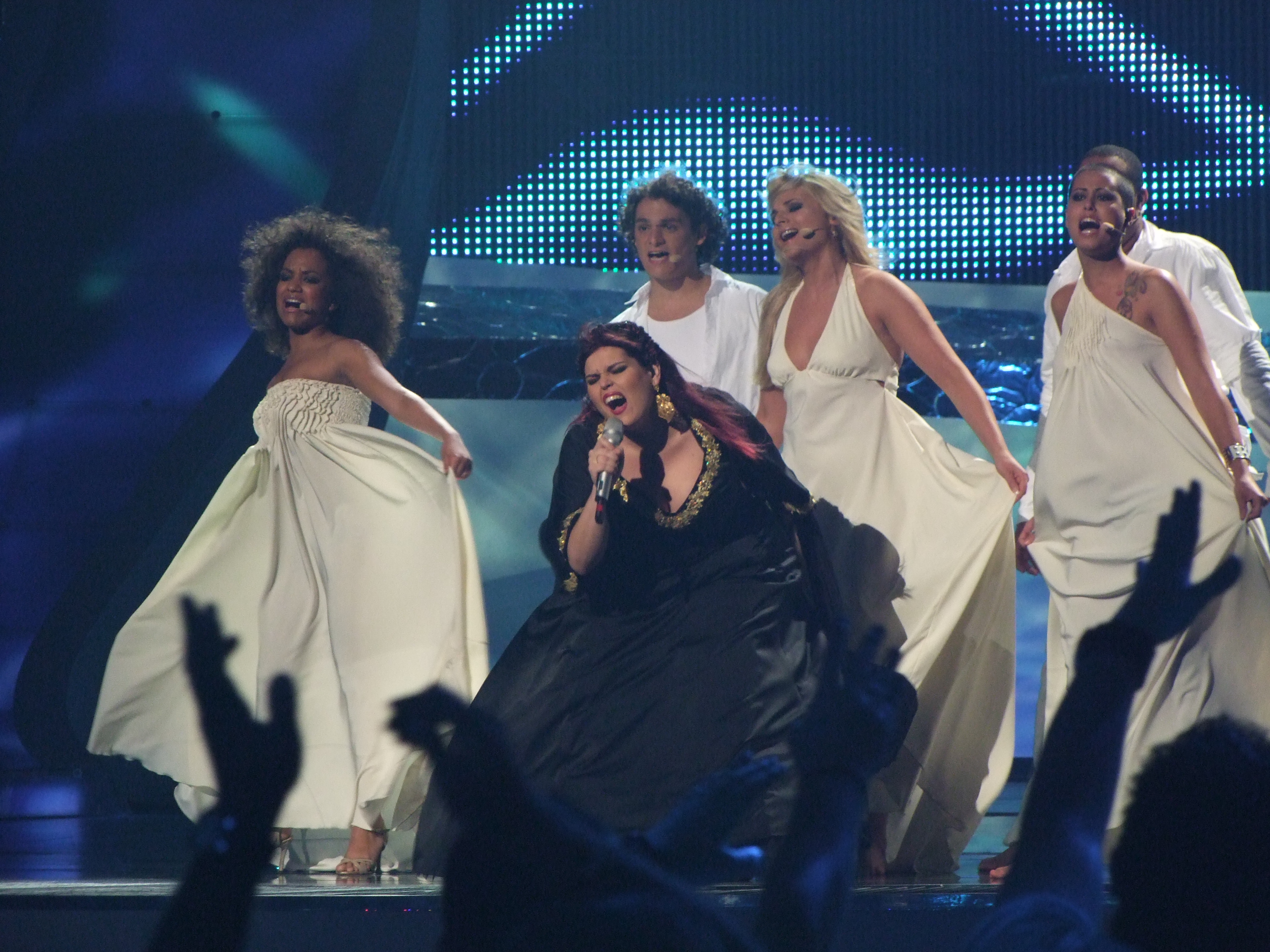
Vânia Fernandes Belgrádban (2008)
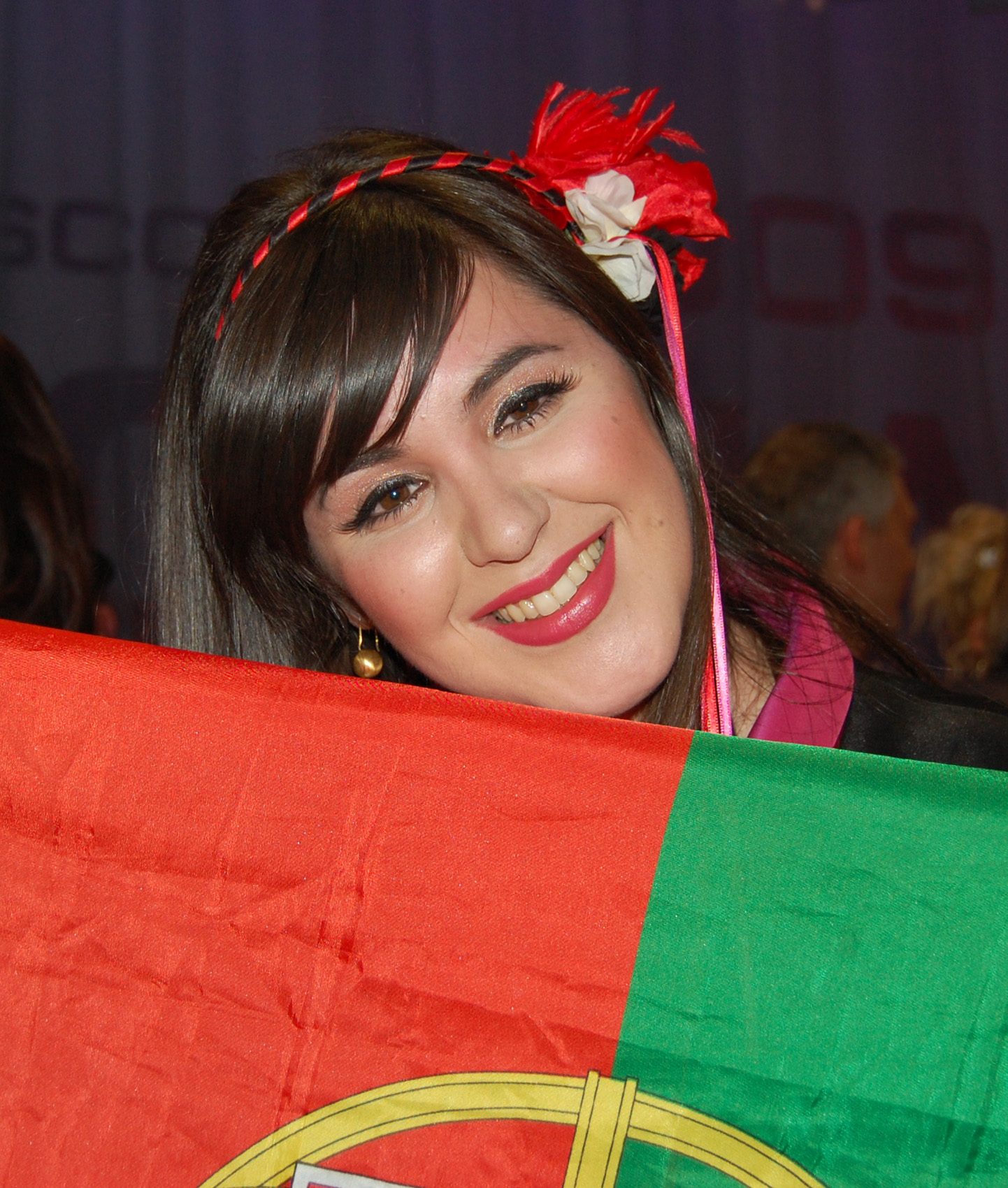
Flor-de-lis Moszkvában (2009)
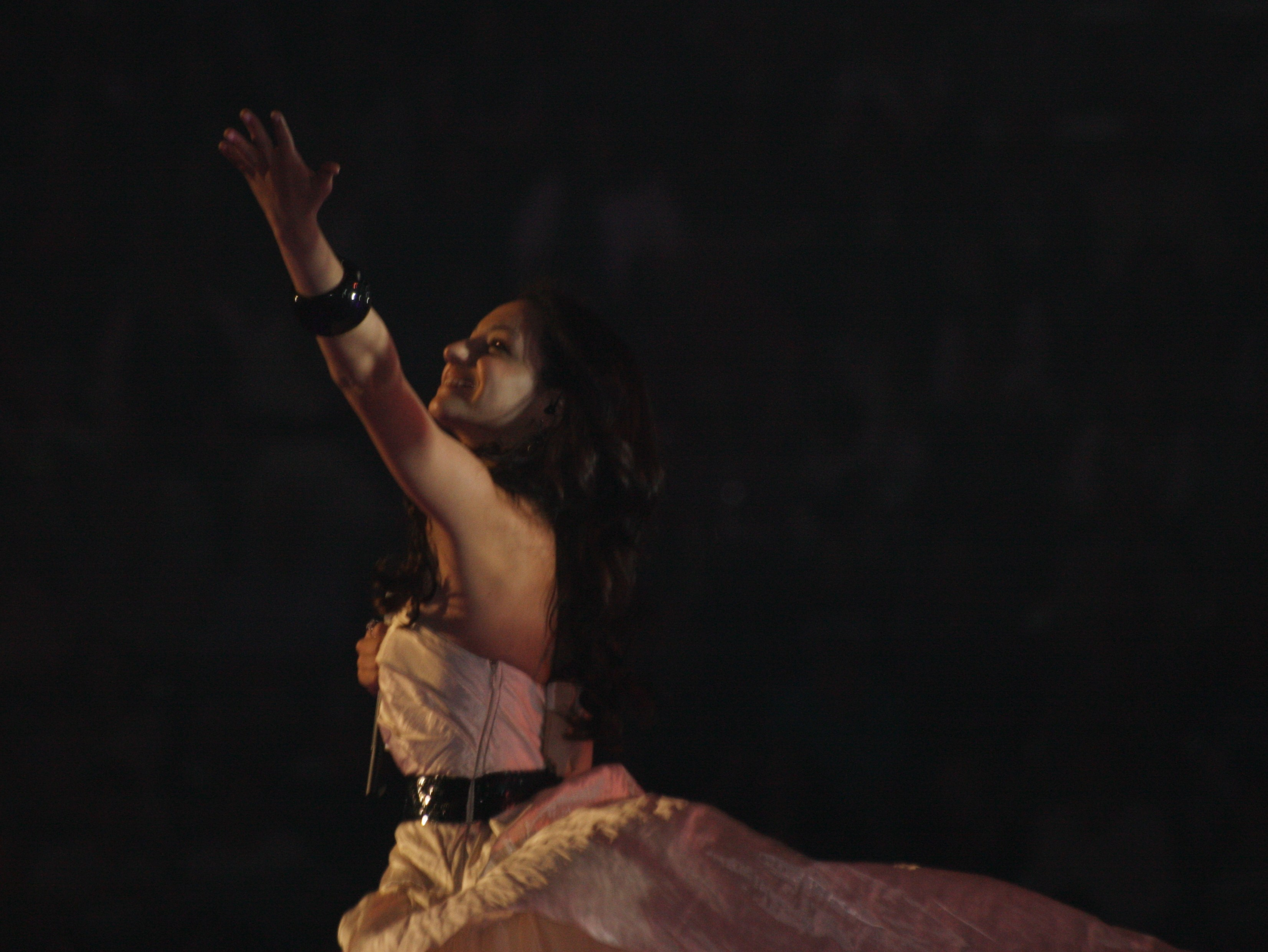
Filipa Azevedo Oslóban (2010)
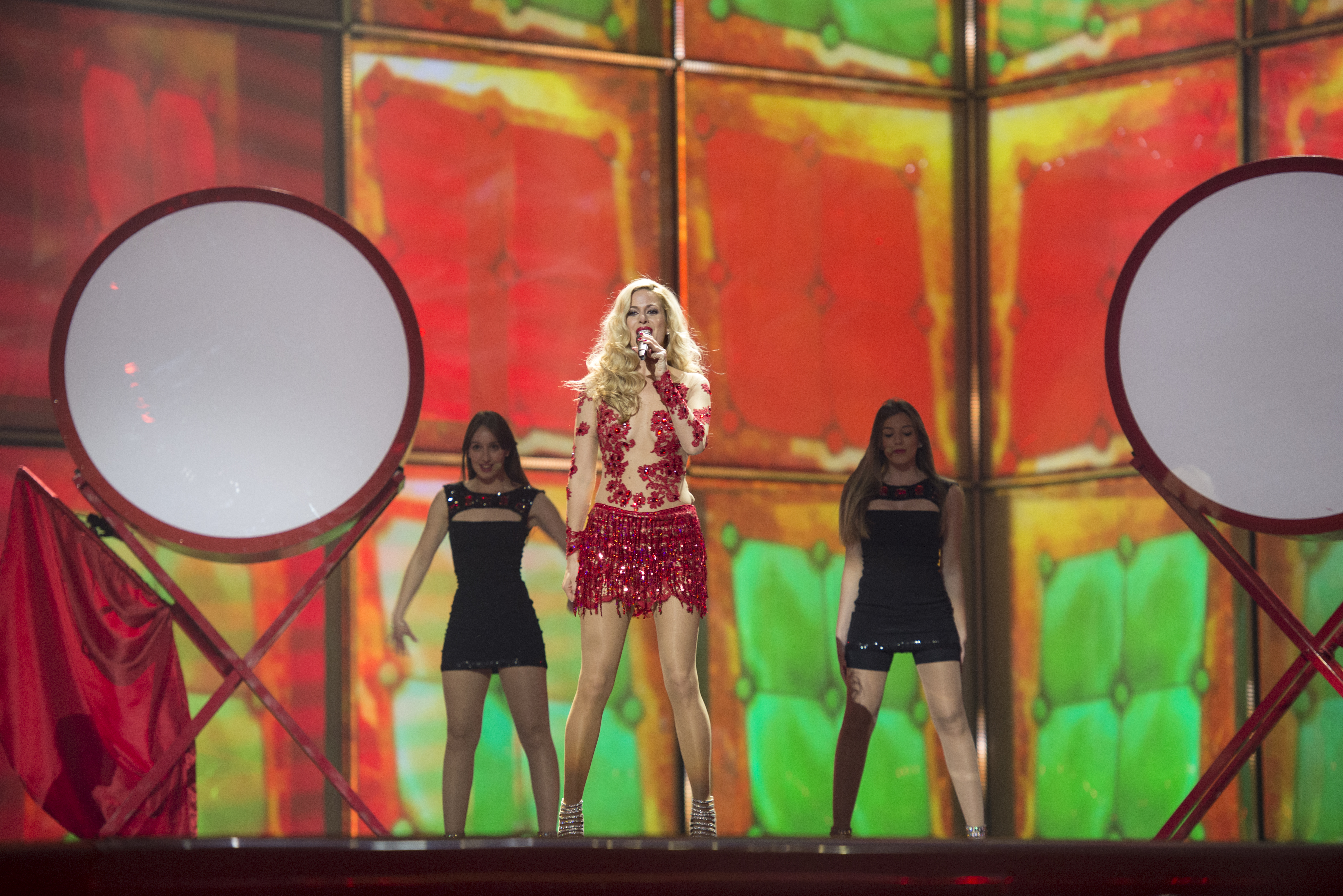
Suzy Koppenhágában (2014)
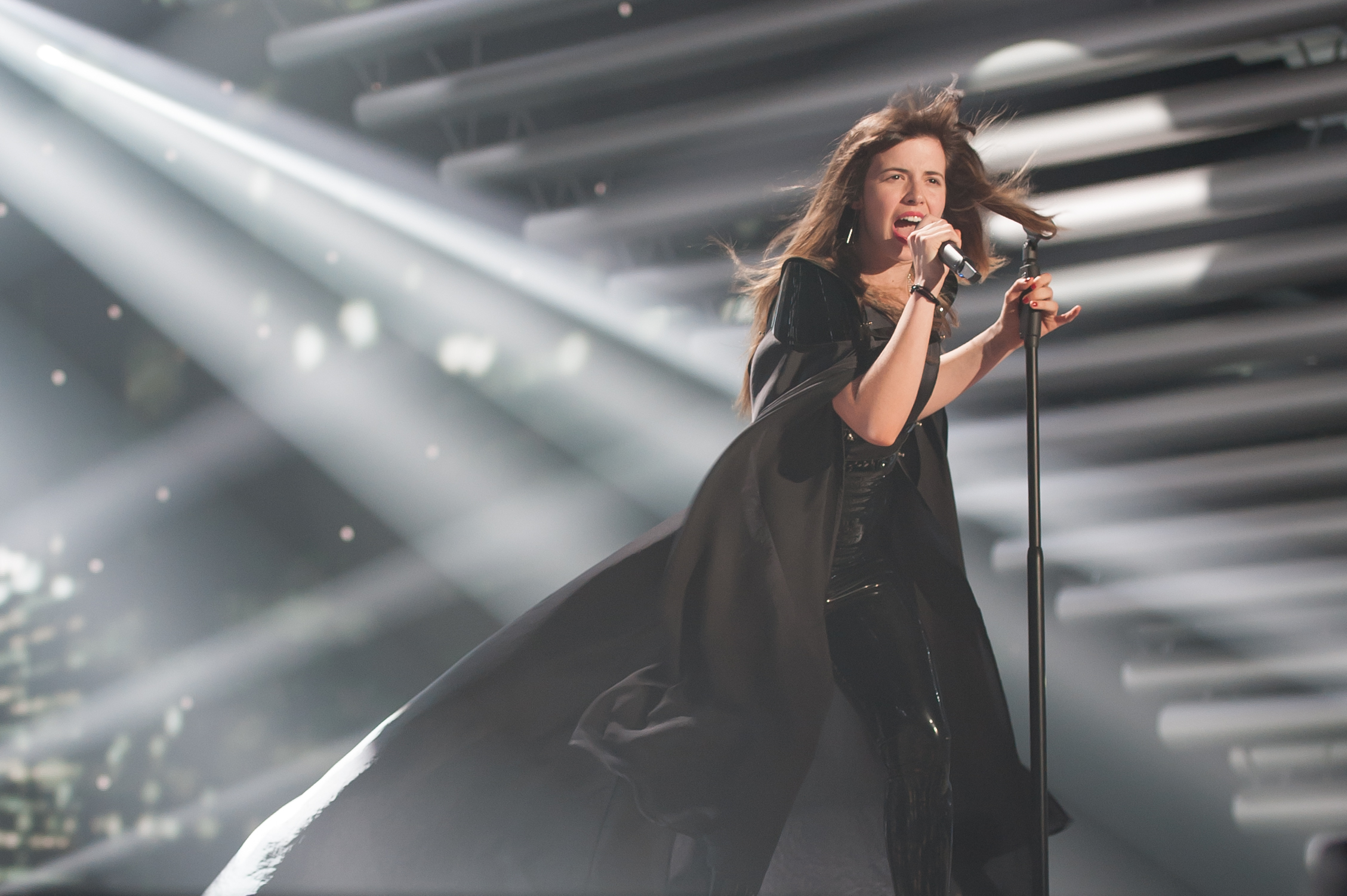
Leonor Andrade Bécsben (2015)
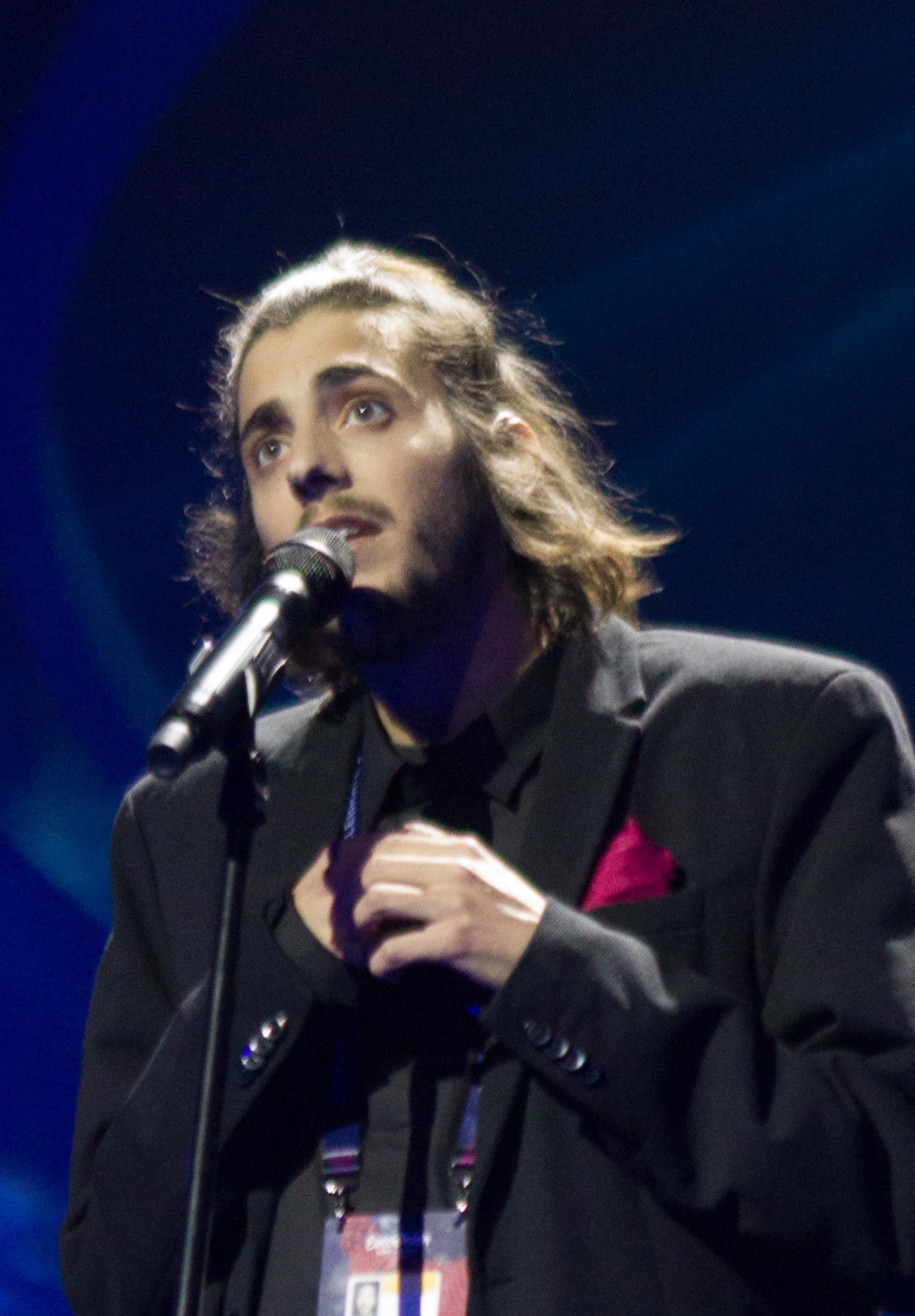
Salvador Sobral Kijevben (2017)
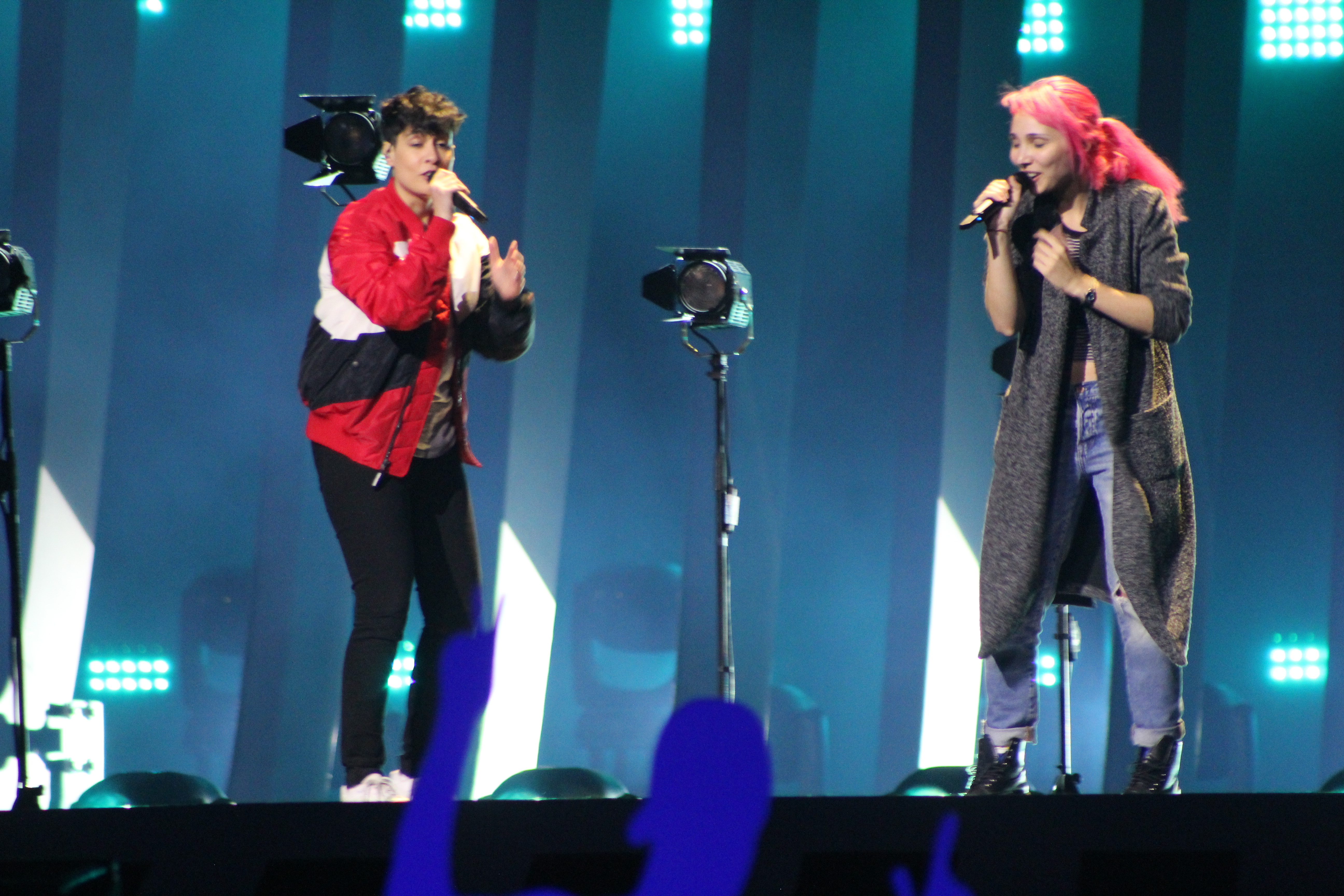
Cláudia Pascoal Lisszabonban (2018)
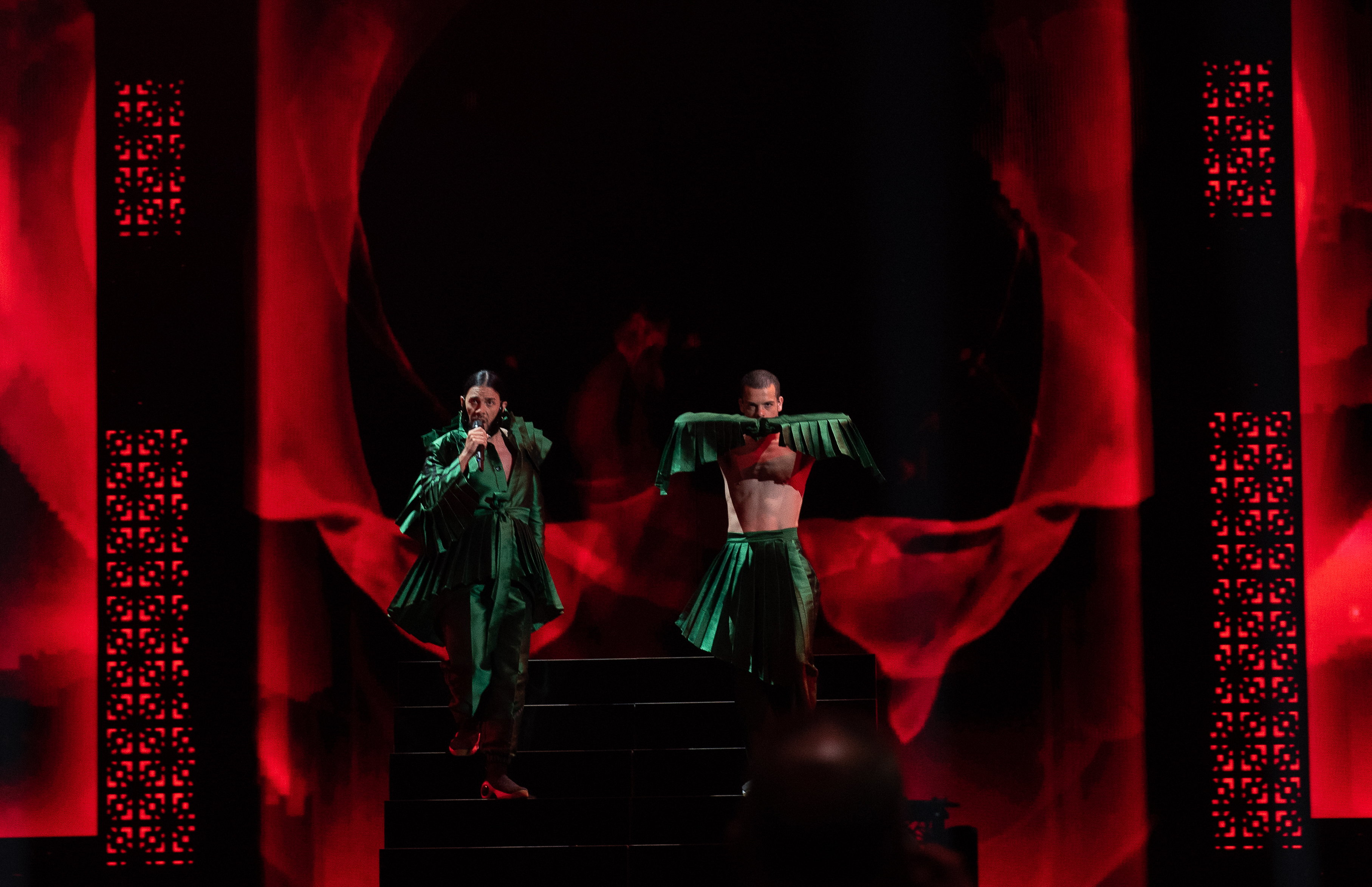
Conan Osíris Tel-Avivban (2019)
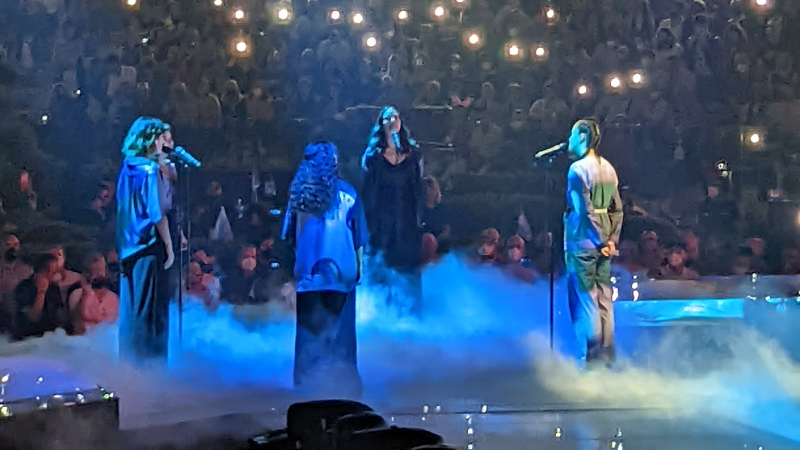
MARO Torinóban (2022)
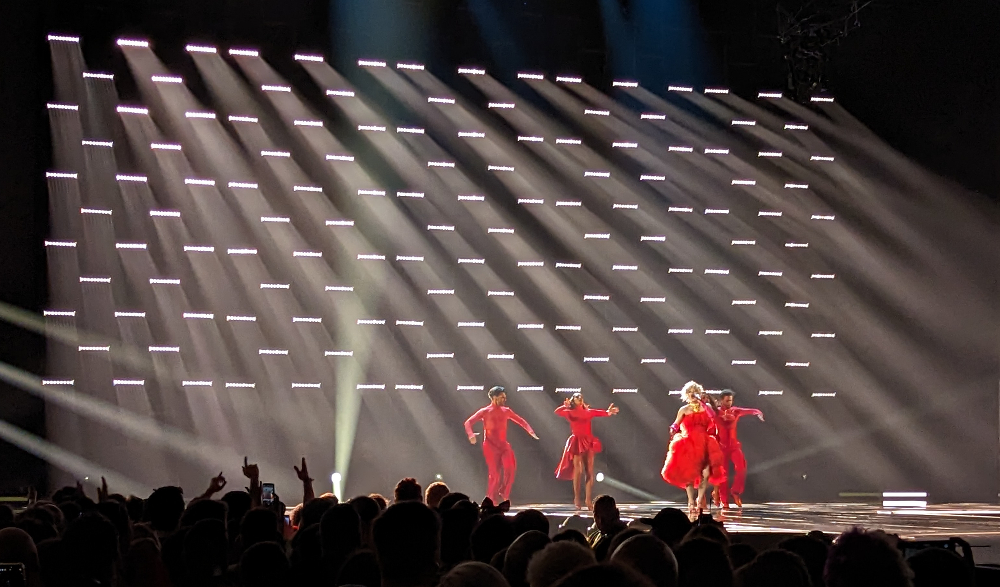
Mimicat Liverpoolban (2023)
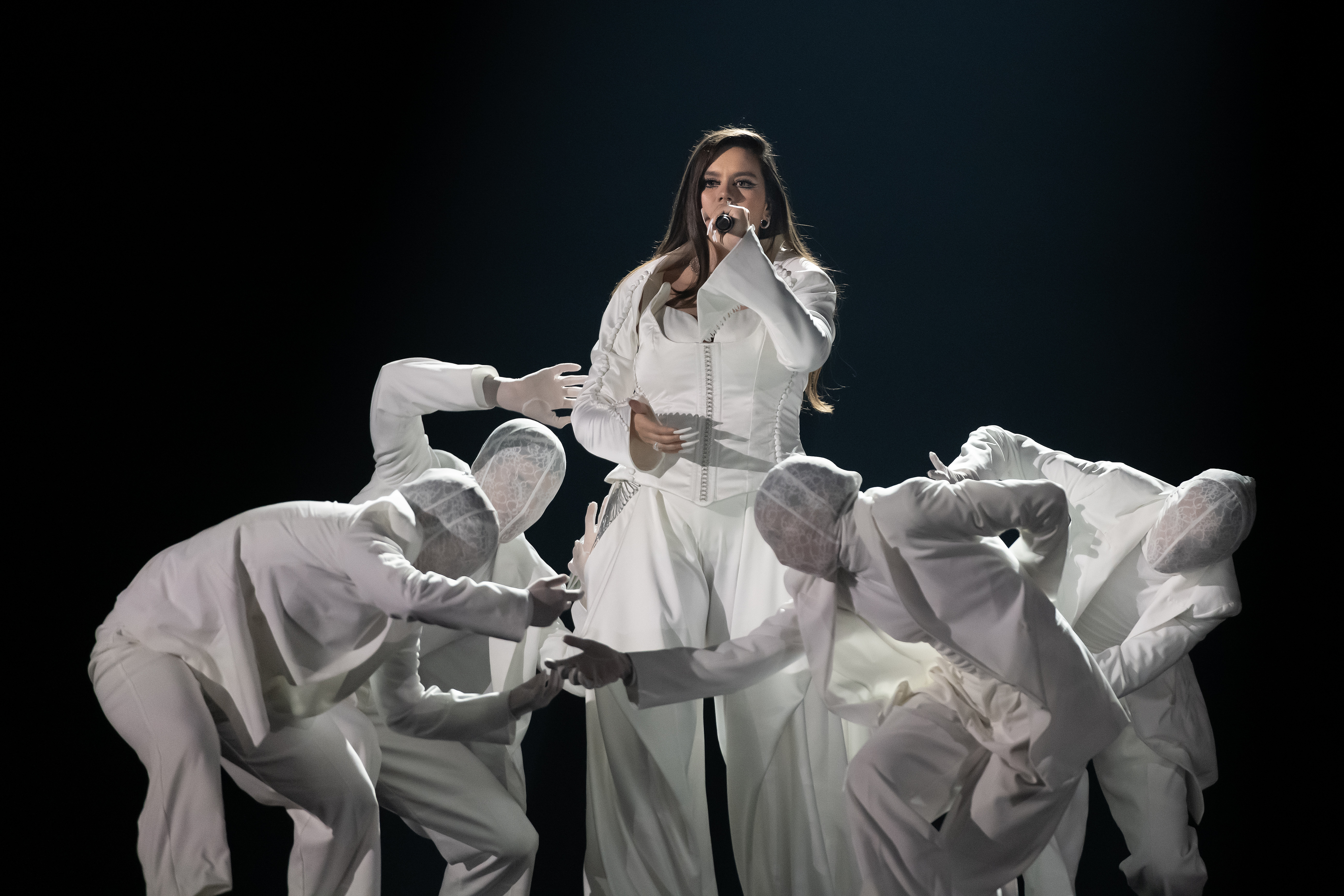
Iolanda Malmőben (2024)
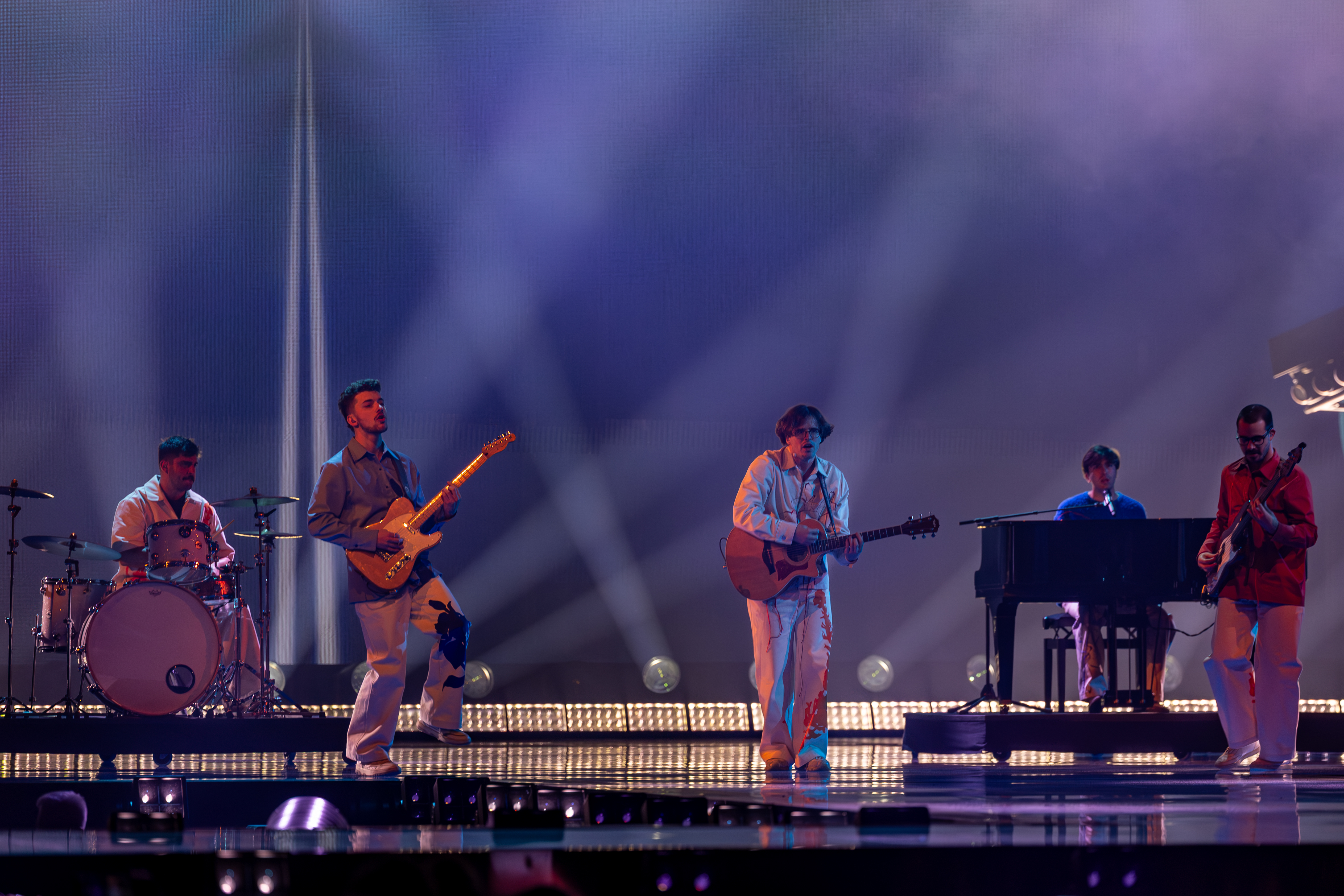
A Napa Bázelben (2025)

## Lásd még
- Portugália a Junior Eurovíziós Dalfesztiválokon